# Андрю Карнеги
Андрю Карнеги (на английски: Andrew Carnegie; произношение: Кар′нейги, но обикновено ′Карнъги или Кар′неги) е американски бизнесмен и „дистрибутор на богатство за подобряване на човечеството“ (по собствено определение, защото не обичал да го наричат филантроп) от шотландски произход.
Той е роден в Дънфърмлин, Шотландия в бедно семейство и емигрира в САЩ през 1848 г. Заселва се със семейството си в Питсбърг, Пенсилвания, където по-късно си спечелва името на известен бизнесмен и филантроп.
През 1870 г. построява първата си доменна пещ, като използва разработените от Хенри Бесемер идеи, а към 1890 г. е начело на бързо растящата американска стоманодобивна промишленост.

## Благотворителност
Негово верую е „Евангелието на богатството“ (на английски: Gospel of Wealth), чиято централна теза е, че богатите имат морален дълг да бъдат големи филантропи. В тази връзка казва, че Който умира богат, умира в позор (на английски: The man who dies thus rich dies disgraced) (на немски: Der Mann, der so reich stirbt, stirbt in Schande). Андрю Карнеги е един от на-богатите хора на своето време и през следващите години влага над 350 милиона долара в благотворителни мероприятия, което при съвременните условия е над 10 милиарда долара. В съответствие с това и своите идеи той създава в Питсбърг Техническо училище „Карнеги“ с цел да обучи майстори и занаятчии и да ги превърне в инженери и учени. Впоследствие то се разширява и превръща в университета „Карнеги Мелън“. По-късно влага още 10 милиона долара за научни цели. Построил е стотици обществени библиотеки или общо между 1889 г. и 1923 г. подпомага създаването на общо 1681 обществени библиотеки, както и няколко големи научноизследователски центъра и фондации. Негово дело са създадените в други държави библиотеки като например университетската библиотека в Белградския университет.
Дарява немалка сума за построяването на концертна зала в Ню Йорк, наименувана в негова чест „Карнеги Хол“. Други сгради с дарения от него и носещи неговото име са: 420-местна зала в Люисбург, Западна Вирджиния; 1928-местна зала в Питсбърг, Пенсилвания (в съседство с музея „Карнеги“ за естествена история, както и с библиотеката „Карнеги“ на Питсбърг); 1022-местна музикална зала, част от библиотеката на предградието на Питсбърг Хоместед; 540-местна зала в родния му град Дънфърмлин, Шотландия.

### Фондация за мир
През 1910 г. Карнеги дава 10 милиона долара за създаване на фондация за мир на английски: Carnegie Endowment for International Peace. Тази фондация през следващите години е важен финансов източник за международната борба за мир. Той участва с 1,5 милиона долара за изграждането на Двореца на мира в Хага. Там се намира и извършва своята дейнос Международния съд на ООН.

## Влияние в съвременността
Бил Гейтс и Уорън Бъфет са инспирирани от неговото верую „Евангелието на богатството“ за създаването през 2010 г. на инициативата The Giving Pledge, при която милиардери даряват пари за благотворителни цели. Счита се, че причина за неговото отношение към благотворителните каузи се дължи и на влиянието, което са оказали баща му и чичо му, участвали активно в чартисткото движение по време на младостта му в Шотландия.

## Карнеги и България
Фондацията на Карнеги спонсорира провеждането на известната Карнегиева анкета след Междусъюзническата война в 1913 г.
В София, близо до НДК, има улица, носеща неговото име.